# Communauté de communes du Pays de Couiza
La communauté de communes du Pays de Couiza est une ancienne communauté de communes française, située dans le département de l'Aude. Elle a été absorbée au 1er janvier 2017 par la communauté de communes du Limouxin.

## Composition
| Nom                     | Code Insee | Gentilé         | Superficie (km2) | Population (dernière pop. légale) | Densité (hab./km2) |
| ----------------------- | ---------- | --------------- | ---------------- | --------------------------------- | ------------------ |
| Couiza (siège)          | 11103      | Couizanais      | 6,77             | 1 135 (2014)                      | 168                |
| Antugnac                | 11010      | Antugnacois     | 9,49             | 305 (2014)                        | 32                 |
| Arques                  | 11015      | Arquois         | 18,53            | 241 (2014)                        | 13                 |
| Bugarach                | 11055      | Bugarachois     | 26,62            | 230 (2014)                        | 8,6                |
| Camps-sur-l'Agly        | 11065      | Campois         | 26,35            | 61 (2014)                         | 2,3                |
| Cassaignes              | 11073      | Cassaignols     | 3,74             | 49 (2014)                         | 13                 |
| Conilhac-de-la-Montagne | 11097      | Conilaciens     | 4,45             | 65 (2014)                         | 15                 |
| Coustaussa              | 11109      | Coustaussans    | 4,47             | 50 (2014)                         | 11                 |
| Cubières-sur-Cinoble    | 11112      | Cubiérols       | 14,48            | 100 (2014)                        | 6,9                |
| Festes-et-Saint-André   | 11142      | Festandréens    | 18,07            | 201 (2014)                        | 11                 |
| Fourtou                 | 11155      | Fortonais       | 20,46            | 69 (2014)                         | 3,4                |
| Luc-sur-Aude            | 11209      | Lucois          | 7,67             | 220 (2014)                        | 29                 |
| Missègre                | 11235      | Missegrais      | 7,28             | 65 (2014)                         | 8,9                |
| Montazels               | 11240      | Montazelois     | 4,39             | 587 (2014)                        | 134                |
| Peyrolles               | 11287      | Peyrollais      | 14,49            | 85 (2014)                         | 5,9                |
| Rennes-le-Château       | 11309      | Rennains        | 14,68            | 64 (2014)                         | 4,4                |
| Rennes-les-Bains        | 11310      | Rennois         | 18,77            | 261 (2014)                        | 14                 |
| Roquetaillade           | 11323      | Roquetailladois | 11,35            | 210 (2014)                        | 19                 |
| La Serpent              | 11376      | Serpentois      | 9,59             | 85 (2014)                         | 8,9                |
| Serres                  | 11377      | Serrains        | 4,06             | 60 (2014)                         | 15                 |
| Sougraigne              | 11381      | Sougraignois    | 18,43            | 90 (2014)                         | 4,9                |
| Terroles                | 11389      | Terrolais       | 6,63             | 15 (2014)                         | 2,3                |
| Valmigère               | 11402      | Valmigerois     | 5,94             | 15 (2014)                         | 2,5                |
| Véraza                  | 11406      | Vérazanais      | 14,66            | 35 (2014)                         | 2,4                |

La commune d'Alet-les-Bains a quitté la communauté de communes du Pays de Couiza au 1er janvier 2013 pour rejoindre la communauté de communes du Limouxin et du Saint-Hilairois.

## Compétences obligatoires

### Développement économique
- Constitution de réserves foncières nécessaires à l’exercice des compétences de la Communauté de Communes.
- Étude, réalisation et aménagement de nouvelles zones d’activités ainsi que la voirie interne; les zones d’activités déjà créées et leurs éventuelles extensions restent de la compétences de communes.
- Étude et réalisation d'atelier relais sur ces zones d’activités.
- Création de fermes relais dans les espaces ruraux désertifiés.
- Réalisation d’études et d'actions de communication et/ou d'animations relatives au développement économique du territoire dans sa globalité.
- Création d'un Office de Tourisme Intercommunal.
- Étude, accompagnement et réalisation de programmes concernant les technologies nouvelles et communication.
- Politique de développement territorial: soutien administratif et technique aux projets du territoire.
- Études et réflexion sur la création d'un pôle thermal Alet-les-Bains/Rennes-les-Bains.

### Aménagement de l'espace
- Étude de nouveaux programmes relatifs aux énergies renouvelables telles que le solaire, la biomasse et l'éolien.
- Études préliminaires à la création d'un Parc Naturel Régional : Étude, création, entretien et animation de sentiers de randonnées pédestres, équestres, V.T.T. dans le cadre du Plan Départemental Itinéraires Promenades Randonnes (P.D.I.P.R.)

## Compétences optionnelles

### Protection et mise en valeur de l'environnement

#### Gestion des déchets ménagers et assimilés
- collecte et traitement des ordures ménagères
- collecte, enlèvement et traitement des déchets
- gestion de déchèterie

#### Contenu de la mission
En préalable, il est mentionné que la responsabilité de tous les cours d'eau non domaniaux de son territoire incombe aux propriétaires riverains. La Communauté de Communes participe à l’aménagement, l'entretien et la gestion des cours d'eau et des milieux aquatiques associés dans le but :
- de faciliter la prévention des inondations
- de contribuer à la gestion équilibrée et durable de la ressource en eau et des milieux aquatiques. Elle agit en conformité avec l'article L211-1 du Code de l'Environnement et dans le respect du pouvoir de police du maire et du préfet du département. À ce titre, elle a exclusivement pour objet à l’intérieur de son périmètre:
- d'assurer dans le cadre d'un programme pluriannuel d'intervention, la gestion, l'entretien, la restauration, l’aménagement et la mise en valeur des cours d'eau et des milieux aquatiques associés à leur bassin versant
- d'entreprendre les études, engager et réaliser l'exécution et l'exploitation des travaux, actions, ouvrages ou installations présentant un caractère d'intérêt général ou d'urgence à l’intérieur de son périmètre et notamment assurer la mise en œuvre d’opérations groupées d’entretien régulier des cours d'eau et de réaliser le plan de gestion afférant
- de réaliser des acquisitions foncières ou de demander l'instauration de servitudes d'utilité publique pour permettre la création de zones de rétention temporaire des eaux de crues, des zones de mobilité du lit mineur, des ouvrages de protection, ou tout aménagement destiné à préserver la qualité des milieux aquatiques.
- de contribuer à la mise en œuvre, ainsi qu'au suivi, de toute action se rapportant à ses compétences, découlant du programme de mesures su SDAGE ou d'une démarche partenariale (SAGE de la Haute Vallée de l'Aude, Contrat de rivière…).

La Communauté de Communes pourra également effectuer ou faire effectuer  des prestations de services accessoires à son objet statuaire principal au moyen de conventions (conventions de gestion, conventions d’études…).

#### Modalités de mise en œuvre
La Communauté de Communes ne pourra intervenir en substitution aux propriétaires ou ses membres adhérents, que dans le cadre exclusif de l'intérêt général.
En conséquence, l'intervention de la Communauté de Communes sera déterminée uniquement après délibération du conseil communautaire pour toute action projetée (études, travaux, acquisition…).
dans le cas particulier des travaux, la compétence de la Communauté de Communes ne pourra être mise en œuvre qu'après un arrêté préfectorale de déclaration d’intérêt général ou d'urgence prévu par l'article L.211-7 du Code de l’Environnement ou de convention avec les propriétaires concernés. 
Dans le cas précis des travaux de protection contre les inondations (digues de protection rapprochée, ouvrages de rétention d'eau…) la déclaration d’intérêt général devra impérativement préciser le niveau de protection qui servira de base au dimensionnement de ouvrages que le maître d'ouvrage s'engage à respecter. 

### Logement et cadre de vie
- Programme d’intérêt général (P.I.G ancienne O.P.A.H)
- Gestion et entretien de structure d'accueil touristiques appartenant à la Communauté de Communes ou cédées par beaux emphytéotiques ou tout autre acte.

### Action sociale
- Aide à domicile en faveur des personnes âgées ou handicapées et dépendantes
- Délégation de gestion de l'E.H.P.A.D. « Les Estamounets » au C.I.A.S.
- Les soins infirmiers à domicile
- Les services de portage de repas à domicile
- Actions nouvelles en faveur des enfants et de la jeunesse, en dehors du champ de l'enseignement obligatoire: contrat enfance, contrat temps libre.
- Animation d'un conseil communautaire de jeunes.
- Étude, mise en place et gestion de (nouvelles) structures d'accueil, telles que crèches, garderies ou centre de loisirs sans hébergement.
- Adhésion et participation à des dispositifs contractuel d'insertion et de formation, et en accompagnement de compétence régionales ou départementale: Mission locale d'insertion départementale rurale.

## Historique
La communauté de communes du Pays de Couiza a pris la suite du SIVOM de Couiza, qui avait été créé en 1971.